# Cryptyma lobatum
Cryptyma lobatum är en mångfotingart som beskrevs av Chamberlin 1943. Cryptyma lobatum ingår i släktet Cryptyma och familjen fingerdubbelfotingar. Inga underarter finns listade i Catalogue of Life.